# Zespół pałacowo-parkowy w Krowiarkach
Zespół pałacowo-parkowy w Krowiarkach – zabytkowy pałac otoczony parkiem we wsi Krowiarki, w Polsce, w województwie śląskim, w powiecie raciborskim, w gminie Pietrowice Wielkie.
Był dawną siedzibą rodów Strachwitz, Gaschin i Donnersmarck. Zbudowany staraniem Ernesta Joachima Strachwitza w 1826 r. na miejscu poprzedniego drewnianego dworu, który pochodził z XVII wieku. W latach 1852–1877 nastąpiła przebudowa pałacu oraz powstał park. Pałac ma m.in. skrzydło o charakterze secesyjnym, w którym można doszukać się stylów: neorenesansowego i neobarokowego, trójosiową część frontową pałacu, która zwieńczona jest czteroboczną wieżą z bogato dekorowanym ośmiobocznym hełmem. Obecnie pałac jest niezamieszkany i popada w ruinę.

## Historia
Dobra na początku XVI wieku były własnością Jana Tracha, a następnie Kaspra Wyskoty z Wodnik. W 1678 r. został wzmiankowany dwór z drewna w wiosce Krowiarki, którego właścicielem była rodzina von Beess będąca właścicielami wsi od 1564 r. W 1680 roku dwór przejął Leopold Paczyński, hrabia Tenczynka koło Krakowa oraz Paczyny koło Gliwic. Od 1798 r. właścicielem drewnianego dworu, o którym wspomina zawarta umowa sprzedaży został Graf Karol von Strawitz. Pierwotny pałac wzniesiony został prawdopodobnie w XVII wieku, z którego zachowały się niektóre partie murów w obecnym. Należy sądzić, że drewniany pałac istniał jeszcze w 1802 r., bowiem zachowały się rachunki zakupu m.in. nowych statków dębowych oraz wiadomo, że wykonana została oficyna na piętrze oraz melioracja.
W 1825 r. Karol von Strachwitz przekazał w testamencie swój majątek synowi Janowi Maurycemu oraz nakazał budowę murowanego pałacu, która rozpoczęła się w 1826 roku. W 1840 r. budowa była kontynuowana z polecenia jego syna, Ernesta Joachima von Strachwitz. Wyposażenie powstałej budowli kosztowało go 126,6 tys. marek. W 1843 r. Ernest Joachim von Strachwitz sprzedał wieś rodowi von Gaschin, a mianowicie Amandowi Leopoldowi von Gaschin. W 1848 r. wspomniany zostaje przylegający do pałacu park. W latach 1852–1877 za sprawą Mikołaja Strachwitza dokonano kolejnej przebudowy pałacu oraz powstał nowy park. Na miejscu dawnego parku postawiono folwark.
15 maja 1856 r. Hugo II Henckel von Donnersmarck poślubił Wandę von Gaschin. W 1877 r. matka Wandy, Fanny von Gaschin przekazała jej rodowe ziemie: Maków, Kietrz i Krowiarki z pałacem, który od tej chwili stał się własnością rodu Henckel von Donnersmarck. Kolejnej przebudowy dokonano w latach 1882–1896. W 1892 r. pożar strawił północną, drewnianą część pałacu, która zostaje odbudowana i rozszerzona w 1898 r. w stylu secesyjnym. W 1900 r. z dzierżonych majątków utworzono ordynację. Hugo i Wanda zamieszkiwali Krowiarki do 1905 r., kiedy to przenieśli się do odnowionego pałacu w Brynku. 17 maja 1906 r. w Krowiarkach obchodzili złote wesele, co odnotowały Nowiny Raciborskie: „Wczoraj obchodził hr. Henckel-Donnersmarck ze swą małżonką hr. Wandą z Gaszynów uroczystość złotego wesela. Z tej okazji wieś była pięknie przystrojoną, wieczorem była wspaniała iluminacya, puszczano także sztuczne ognie. Hrabina Wanda, właścicielka Polsk. Krawarza jest ostatnią po kądzielize starej, możnej rodziny górnoślązkich hrabiów Gaszynów”. Od 1911 roku zamieszkiwał tutaj Edgar 1. Graf von Henckel-Gaschin. Od 1939 r. pałac był własnością Hansa 2. Grafa von Henckel-Gaschin. Wraz ze zbliżaniem się frontu wschodniego wysłał on swoją żonę za granicę, a sam w marcu 1945 roku uciekł na rowerze przed wojskami Armii Czerwonej do Baborowa na stację, aby stamtąd udać się do Czech pociągiem.
Przetrwał on wojnę w stanie nienaruszonym. Była tutaj Szkoła Aktywu Politycznego, a od 1947 roku Państwowy Dom Dziecka i przedszkole. W 1949 r. przypałacowy park został wpisany do rejestru zabytków. Od 1963 roku pałac przejął Szpital Rehabilitacyjno-Ortopedyczny. W 1970 roku szpital opuścił pałac wraz z jego cennym wyposażeniem i rozpoczął się okres niszczenia. W 1988 r. w imieniu Skarbu Państwa pałac został sprzedany prywatnemu inwestorowi. Po prywatyzacji w latach 90. XX wieku nowy właściciel nie przeprowadził remontu ani nie zabezpieczył obiektu. Pałac z roku na rok niszczał coraz bardziej, a właściciel unikał planowanych kontroli konserwatora zabytków.
W 2004 r. zespół pałacowo-parkowy został wystawiony na sprzedaż przez małopolskiego developera. Wyceniono go wówczas na 5,4 mln zł. W 2006 r. cena za pałac spadła do 2 mln zł. 28 kwietnia 2007 r. dwóch obcokrajowców przyleciało helikopterem, aby zobaczyć pałac. 31 maja pałac został sprzedany spółce Kalydna Sp. z o.o. z luksemburskim kapitałem za 650 tysięcy euro. 30 lipca rozpoczęły się pierwsze prace mające uchronić obiekt przed zniszczeniem, dokonano oględzin najwyższej wieży pałacu. W sierpniu nad Krowiarkami przeszła wichura, która spowodowała przechylenie wieży. Wieża wsparta była na 8 drewnianych belkach, z czego jednej nie było, druga zgniła, a trzecia złamała się na pół w czasie wichury. W wyniku wichury i m.in. oględzin zdecydowano się na zdjęcie wieży, bowiem groziła ona zawaleniem do środka pałacu, w tym do sali balowej. W sierpniu trwała jej inwentaryzacja tak, aby po jej zdjęciu można było odtworzyć ją w oryginalnym kształcie. 21 sierpnia jedno z parkowych drzew zawaliło się na główną bramę prowadzącą do pałacu i ją poważnie uszkodziło. Brama została podparta belkami w celu zabezpieczenia przed zawaleniem. 27 sierpnia najwyższa wieża pałacu, która groziła zawaleniem została ściągnięta za pomocą specjalnie sprowadzonego dźwigu. Kolejnym etapem było zabezpieczenie terenu parku i pałacu tak, aby można było rozpocząć prace remontowe. W październiku rozpoczęły się prace mające na celu zabezpieczenie dachu budowli przed zbliżającą się zimą. W listopadzie trwały prace zabezpieczające pałac i mauzoleum przed nadejściem zimy, ponadto rozpoczęła się adaptacja danego budynku mieszkalnego w pobliżu stajni i wozowni na mieszkania dla robotników pracujących przy odbudowie obiektu. W styczniu 2008 r. rozpoczęto wymianę stolarki okiennej w pałacowych komnatach. Ponadto w sali jadalnej został podparty strop, który groził zawaleniem. Ekipa remontowa sukcesywnie wymienia belki podtrzymujące dach. W tym samym miesiącu wokół, a także w środku mauzoleum rozłożone zostało rusztowanie, tak aby na wiosnę móc rozpocząć wymianę dachu w tym obiekcie. W lutym dokonano demontażu czterech sarkofagów znajdujących się w środku mauzoleum, a także gzymsy zostały ściągnięte w celu ich oczyszczenia. W marcu w pracowni sztukatorskiej zdjęte gzymsy i rozety zostały poddane konserwacji. Ponadto pracownia ta rozpoczęła wykonywanie brakujących elementów wystroju mauzoleum. 29 czerwca podczas festynu odbyła się prezentacja zamierzeń inwestycyjnych związanych z pałacem, na którym obecny był jeden z angielskich właścicieli. We wrześniu prace przy mauzoleum zostały wstrzymane, gdyż nie znaleziono wykonawcy zadaszenia kopuły obiektu. Ekipa remontowa skupiła się na uzupełnieniu elementów wystroju sztukatorskiego w budowli. Do mauzoleum wytyczono również drogę dojazdową, która została wysypana łupkiem. Również w pałacu zostały zatrzymane prace, ponieważ nie opracowano dokumentacji związanej z wylaniem nowych stropów. Na drugim piętrze pałacu została zerwana podłoga w celu przygotowania jej pod wylanie nowych stropów. We wrześniu rozpoczęły się prace w starym budynku gorzelni, gdzie naprawiono ogrodzenie oraz zlecono prace malarskie. W lutym 2009 r. wykonany został dach mauzoleum, a cała budowla została pomalowana farbą podkładową. Rozpoczęto również osuszanie budowli z wilgoci. W marcu rozpoczęto rozbiórkę pozostałości wieży, aż do jej murowanej części. Ponadto w sali jadalnej i balowej zostały rozstawione rusztowania. W sierpniu nowy właściciel pałacu otrzymał 305 tys. zł dotacji z Wojewódzkiego Funduszu Ochrony Środowiska i Gospodarki Wodnej w Katowicach na rewaloryzację parku. W pierwszym etapie renowacji parku zostanie wykonana dokumentacja i mapy, a także odmładzanie starszych drzew poprzez zdjęcie posuszu i jemioły oraz usunięcie resztek wyłamanych konarów, wykarczowanie i usunięcie prawie 200 starych drzew. Inwestorzy chcą przywrócić dawny wygląd parku, a także wybudować altanę widokową, która kiedyś była usytuowana pomiędzy mauzoleum a pałacem.
Do 2015 właściciel na renowację parku pałacowego i samego budynku przeznaczył ponad 20 mln zł.

## Architektura
Pałac
Pałac utrzymany w stylu neorenesansowym i neobarokowym. Zwrócony jest frontem ku zachodowi. Nowsza część murowana z cegły w stylu secesyjnym, natomiast w starszej części otynkowana na czerwono. Część nowsza jest dwupiętrowa, starsza piętrowa, budowla jest podpiwniczona. Korpus budowli jest w zasadzie barokowy, być może zachowany po poprzedniej budowli jaka tutaj się znajdowała. Budowla pokryta jest mansardowym dachem, który wiąże się z pseudorenesansowymi wieżyczkami i szczytami ryzalitów w zupełnie ahistoryczny sposób. Jeszcze dziwniejsze wydaje się zwieńczenie wieży głównej, które prawdopodobnie jest antologią modnych w XIX wieku pseudostylów. Taka mieszanka stylu związana jest z XIX wiekiem, kiedy to w Europie nie dominował żaden określony styl architektoniczny. W związku z tym fasada główna i elewacje budowli są swoistym konglomeratem różnych stylów architektonicznych, w tym m.in. manieryzmu, renesansu i baroku. Część starsza wzniesiona w stylu neorenesansowym i neobarokowym została na planie prostokąta z ryzalitami na osiach, który od frontu jest wydany, natomiast od ogrodu zamknięty trójbocznie.
W narożnikach południowo-wschodnim i północno-zachodnim znajdują się kwadratowe wieże, które mają hełmy namiotowe i poprzedzone są niewielkimi dobudówkami posiadającymi wejścia. W narożnikach północno-wschodnim i południowo-zachodnim znajdują się wieżyczki cylindryczne zwieńczone hełmami stożkowymi. Wieże czworoboczne podzielone są przez gzymsy konsolkowe na dwie kondygnacje. W górnej kondygnacji wieży znajdują się potrójne okna, które zostały półkoliście zamknięte. W wieży czworobocznej znajduje się bogato dekorowany wykusz, który ma dwa okna rozdzielone kolumną, dach siodłowy, wybrzuszony, pokryty blachą w rybią łuskę, który wieńczy dekoracyjny grzebień.
Trójosiowy ryzalit frontowy wieńczy szczyt ze spływami, niszami i odcinkowym przyczółkiem. Nad ryzalitem znajduje się nadbudowana i najwyższa czworoboczna wieża utrzymana w stylu neobaroku. Czworoboczna wieża, której hełmowy dach przechodzi w ośmiobok posiadała dwie latarnie. Dostrzec w niej można rozczłonkowane kolumienki i balustrady, które wsparte zostały na konsolach. Wieża posiada również kartusze, maski, sterczyny i lukarny.
Dach jest mansardowy z lukarnami, który pokrywa w części starszej eternit, a nowszej blacha. Szczyty, które mają spływy zwieńczone są naczółkami o linii falistej. Wieże czworoboczne zwieńczone wysokimi dachami namiotowymi z lukarnami, podbite zostały łupkiem. Natomiast wieżyczki cylindryczne zakończone zostały iglicami.
Powierzchnia pałacu wynosi około 6500 metrów kwadratowych. Pałac ma w podziemiach 30 piwnic, które tworzą swoisty labirynt, natomiast na parterze i piętrach znajduje się 115 sal. Układ wnętrz jest dwutraktowy ze znajdującą się pośrodku sienią. Po bokach sieni w trakcie frontowym od północy znajduje się sala jadalna, a od południa sala balowa. Natomiast w trakcie tylnym obecna jest sala mauretańska. Wszystkie pomieszczenia nakryte są sufitami.
Na wieży znajdują się kartusze z herbami: von Henckel Donnersmarck (L) i von Gaschin (P).
Sień
Znajduje się w nowszej części pałacu. Posiada liczne łuki arkadowe, które zostały wsparte na kolumnach z secesyjnymi głowicami. Balustrada również secesyjna, a podłoga ułożona z błękitno-beżowych kafelek z kwiatowym deseniem. Okrągłe okna, arkady., a także zrównoważony układ przestrzenny wskazują na dominację stylu neorenesansowego. W sieni znajdują się dwa drewniane portale w stylu neorenesansowym, a bezpośrednio nad drzwiami płaskorzeźbione supraporty przedstawiające sceny myśliwskie, m.in. Dianę.
Sala balowa
Sala balowa zwana jest również salą białą, czy też błękitnym salonem. Sala posiada bardzo bogatą dekorację sztukatorską i snycerską nawiązującą do motywów barokowych, rokokowych i regencji. Pochodzi z okresu przebudowy pałacu w latach 1852–1877. Znajdują się w niej drewniane boazerie z festonami i maskami, także ujmujące wejścia, okna, portrety oraz kominek. Dekoracje ścian składają się z kratek, wstęg, kampanul, kartuszów, muszli, wolut, rocaille’ów i róż znajdują się w podziałach ramowych. Supraporty zawierają stiukowe grupy satyrów i putta oraz malowidła zawierające sceny pastersko-ogrodowe. Salę pokrywa sklepienie zwierciadlane z fasetami. Sufit posiada w centrum owalny plafon oraz medaliony na fasetach. Dodatkowo ma bogatą dekorację stiukową i malarską, która przedstawia obłoki, kwiaty i puttów. Owalny plafon zawiera chmury i stiukowe anioły trzymającymi wieńce nad herbowymi tarczami. W narożach sali znajdują się stiukowe mitologiczne rzeźby, m.in. Aresa, Hermesa lub Prometeusza, oraz dwa kartusze z herbami rodów Bersten II (Gaszyńskich) oraz Bróg. Nad dwoma znajdującymi się naprzeciw otworami drzwiowymi znajdują się malownicze sceny dekoracyjne, o tematyce rodzajowej, które zostały ujęte w rokokowe obramienia. Pomiędzy bocznymi drzwiami znajduje się barokowy kominek z kariatydami. Kominek zdobiony atlantami, nad którym znajdowało się lustro z obramieniem w kształcie palm. Pomiędzy oknami również były umieszczone lustra. W sali tej w boazerii dwóch krótszych ścian znajdowały się cztery portrety rodziny cesarskiej: Karola VI, jego żony Elżbiety Krystyny oraz córek Marii Teresy i Marii Anny. Portrety wyszły w 1735 r. spod pędzla Chrystiana Filipa van Bentuma. Portrety te są typowo reprezentacyjne i utrzymują się w atmosferze etykiety dworskiej. Osoby portretowane zostały przedstawione na tle kotary z widokiem na krajobraz. Jan Skuratowicz zastanawiał się nad włączeniem tych obrazów do wnętrz sali. Pierwsze wysnute przypuszczenie to aluzja to trudnej sytuacji na dworze habsburskim, która pozostawała w pewnej analogii do sytuacji rodziny, która wówczas zamieszkiwała pałac. Natomiast drugie, bardziej prawdopodobne, to chęć podkreślenia związków z dworem habsburskim. Pomiędzy ścianami a fasetami widoczny jest dekoracyjny fryz stiukowy, który składa się z wieńców róż oraz twarzy nimf i satyrów. W pozostałych miejscach można zobaczyć freski o tematyce krajobrazowej, które ujmują rokokowe obramienia. W sali tej dominują elementy późnego baroku, w tym: podziały ramowe, ornament wstęgowy, kampanule i kratki. Ponadto dają się dostrzec również elementy rokokowe: rocaille, róże, muszle, obramienia fresków. Cała sala w stonowany kolorze z przewagą bieli i złota.
Sala jadalna
Wykonano ją w XIX wieku w pseudobarokowym stylu. Sala zwana jest także salą dębową, brązową lub brunatną ze względu na dębowe boazerię i kredensy, które naśladują wyimaginowany renesans. Dawniej była to sala portretowa. Stylizowana na neorenesans. W boazerię wpleciono herby Lichnowskich, Althan, Lobkowitz, Paar, Renaard, Orsig, Strachwitz, Gaschin, Leszczyc-Sumiński, Radziwiłł, Drucki-Sokolnicki, Gedymin, Choltitz ozdobione bogatymi ramami. Występują w niej również motywy kręconych kolumn, pilastrów herbowych, które zaczerpnięte zostały ze sztuki barokowej. Ponadto dębowa boazeria ujmuje bogato rzeźbione kredensy. Salę pokrywa rzeźbiony strop, na którym w bogatych ramach znajdują się kartusze herbowe. W sali tej znajdował się także nietypowy żyrandol. W jadalni oprócz właścicieli jadała również służba, zarządca natomiast siedział na podwyższeniu.
Sala mauretańska
Wykonana została w XIX wieku. Sala ta rozdzielona jest małą trójkarkadową galeryjką. Cztery pary metalowych kolumienek dźwigają arkadowania posiadające bogatą dekorację w stylu neomauretańskim z elementami roślinnymi i geometrycznymi. Ponadto łuki arkad posiadają typowy dla sztuki bliskiego wschodu kształt podkowy. Salę pokrywa płaski i dekoracyjny sufit składa się z tłoczonych w metalu kasetonów i posiada również dekorację w tym stylu. Dodatkowo w supraportach ślepe arkadowania na kolumienkach. Sala ta łączy się bezpośrednio z salą balową.
Łazienka
Łazienka znajduje się w starszej części pałacu. Posiada kafelkową okładzinę o biedermeierowskim charakterze. Kafelki znajdujące się w łazience są biało-liliowe. We wnętrzu natrysku wodnego, który zakończony jest półokręgiem znajduje się rzeźba przedstawiająca pół-człowieka i pół-rybę z dwoma ogonami zamiast nóg. Natomiast na sklepieniu łuku natrysku znajduje się rzeźba poważnej twarzy. W łazience była także wanna oraz ubikacja.
Stajnia i wozownia
Na terenie kompleksu pałacowego zachowały się wozownia i stajnia, które położone są w kształcie litery L.
Budynki są murowane, parterowe, częściowo potynkowane. Wozownia ma podcienie arkadowe o łuku segmentowym. Całość pokrywa dwuspadowy dach z facjatkami, wozownia pokryta papą, a stajnia dachówką.

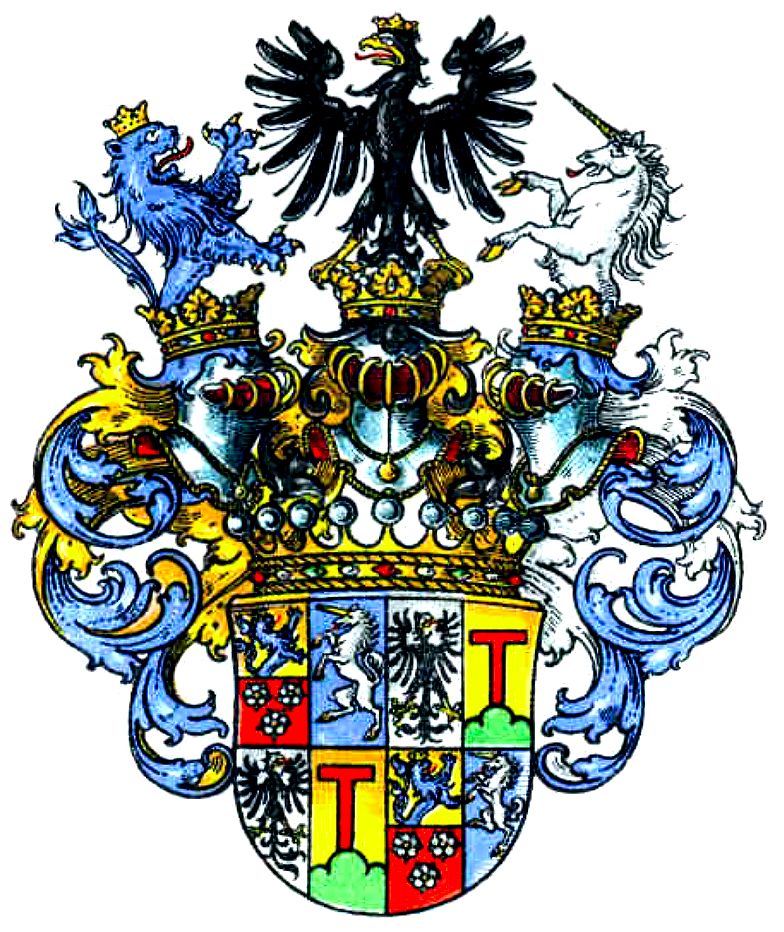
Herb Henckel Donnersmarck
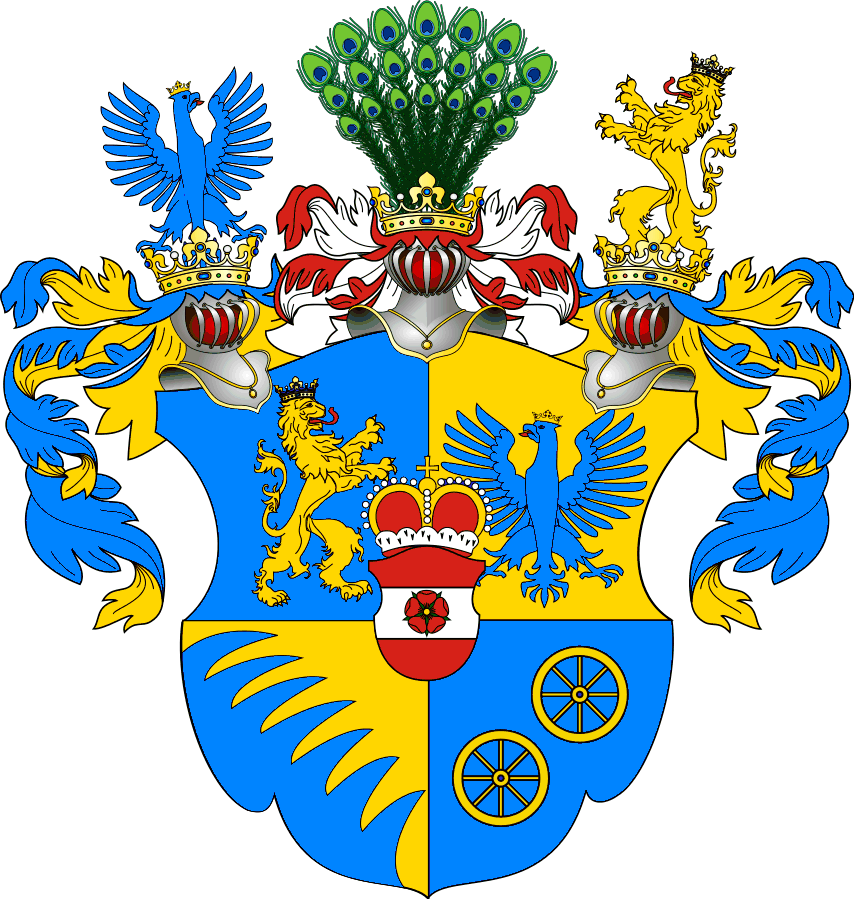
Herb Gaschin
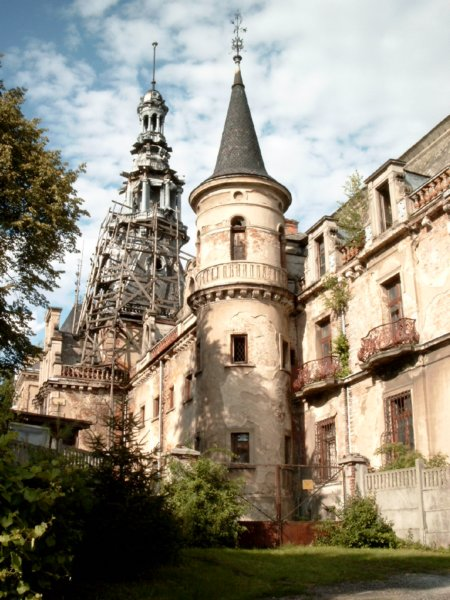
Dwie wieże pałacu
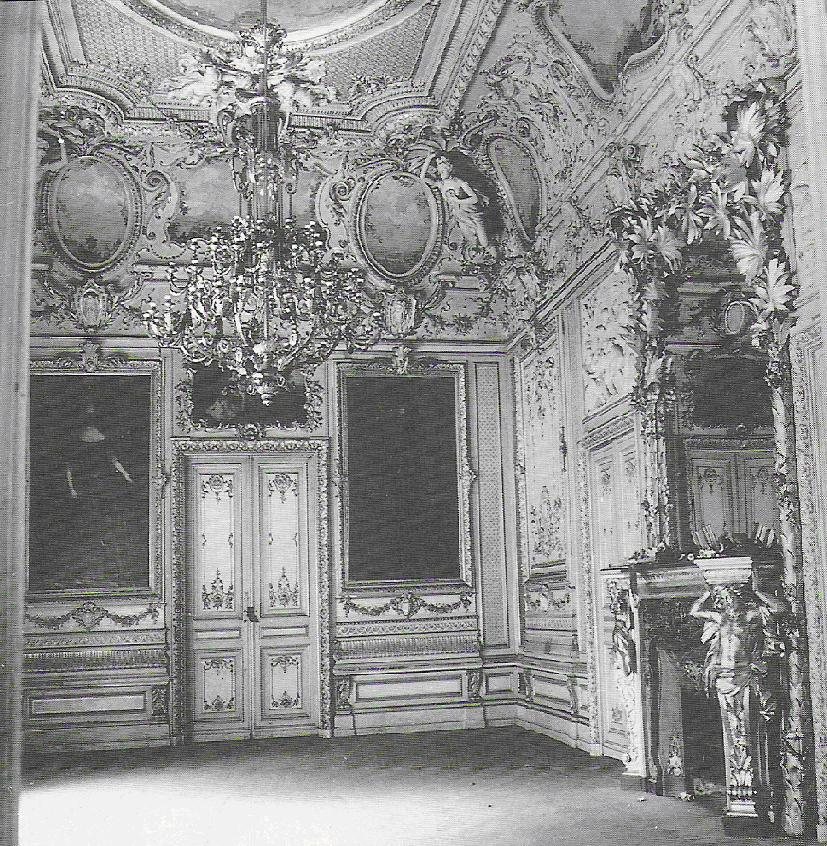
Sala balowa (1965)
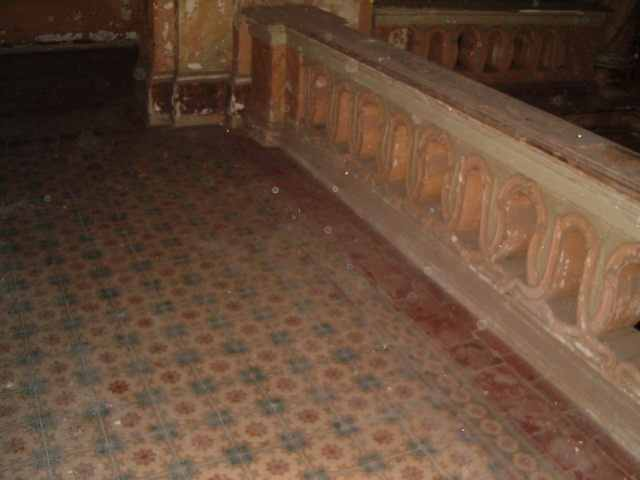
Podłoga w sieni
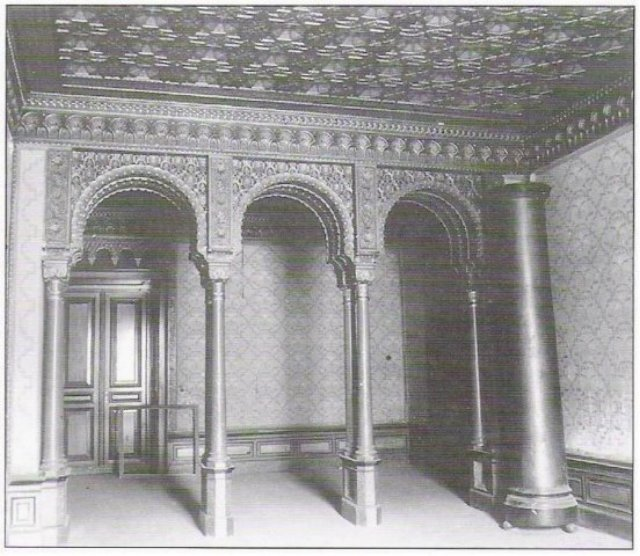
Sala Mauretańska (1865)
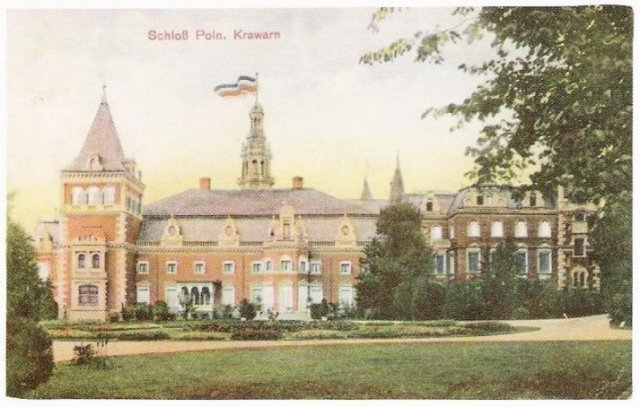
Pałac w Krowiarkach (1908)
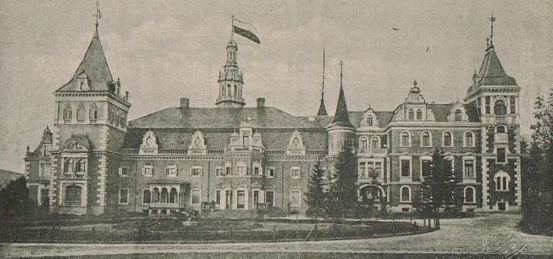
Pałac w Krowiarkach (1908)
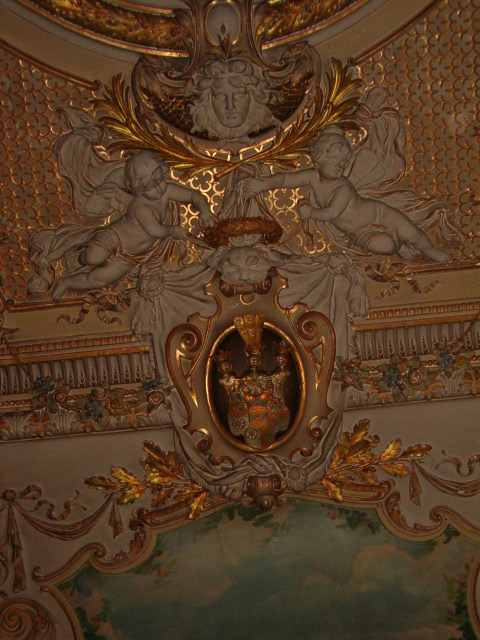
Sala balowa
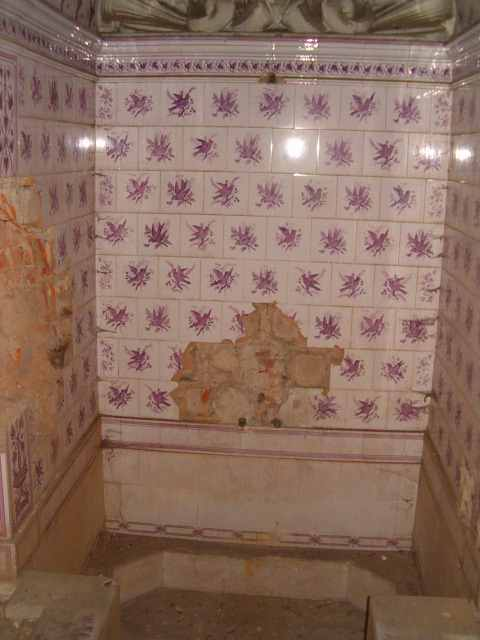
Łazienka
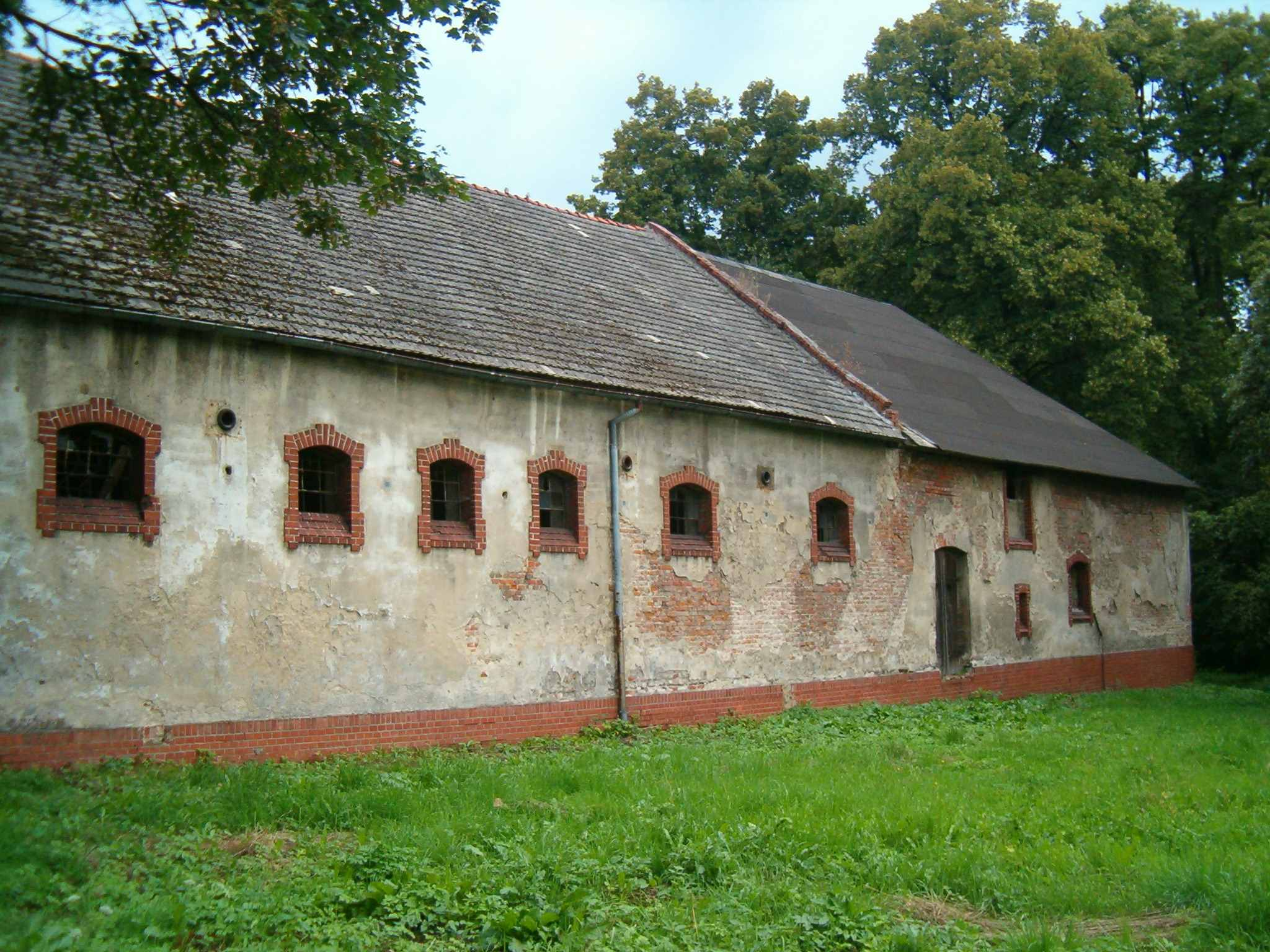
Stajnia i wozownia
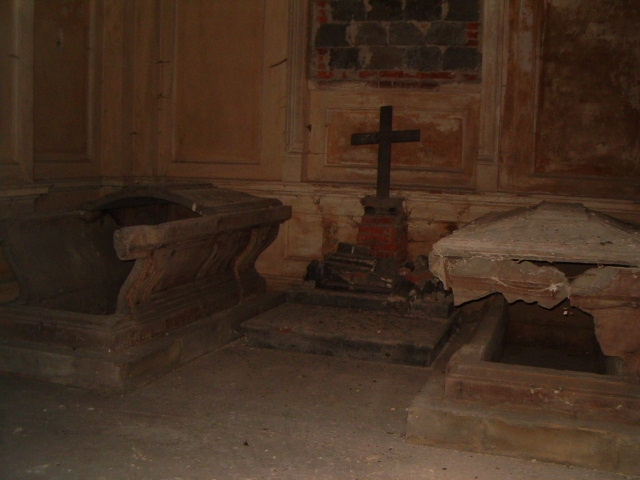
Zniszczone sarkofagi w mauzoleum
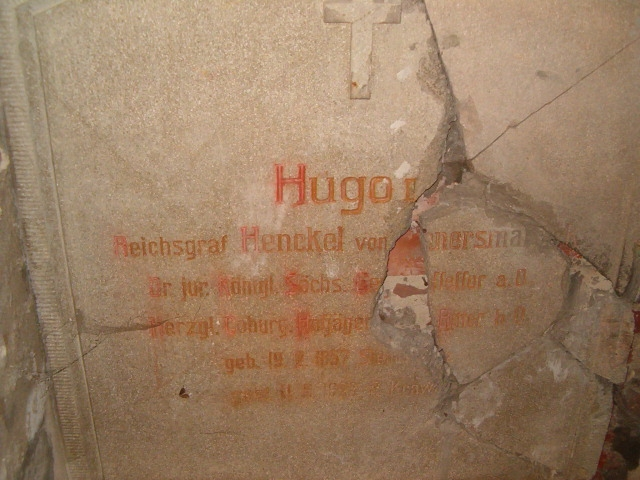
Płyta nagrobna
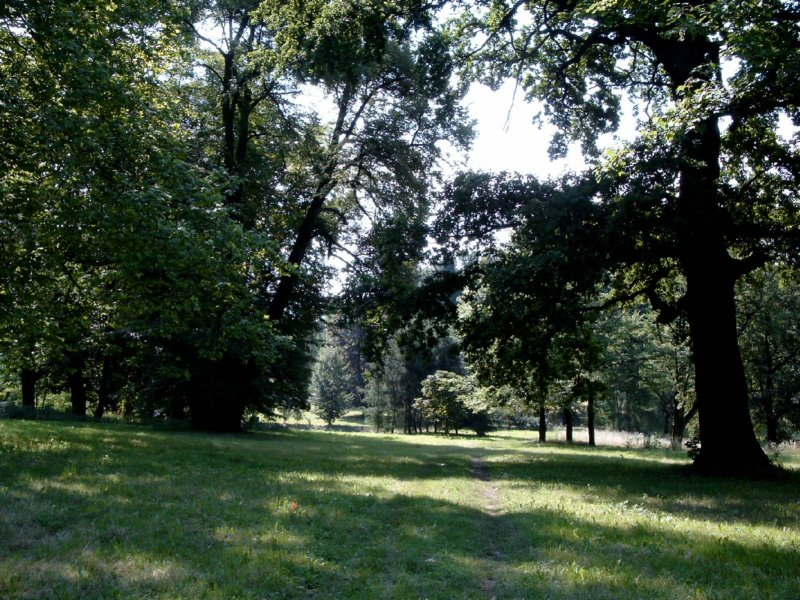
Park angielski

Mauzoleum
Mauzoleum usytuowane jest w południowo-wschodnim narożniku parku. Ta neoklasyczna, murowana i potynkowana budowla powstała około 1870 roku na planie krzyża
Ściany mauzoleum podzielone są pilastrami, a dwa wejścia mają portyk czterokolumnowy, który dźwiga belkowanie oraz trójkątny fronton. Budowla nakryta jest kopułą, która podbita jest miedzianą blachą. U szczytu kopuły znajduje się świetlik.
Pochowani w mauzoleum:
- Ellinor Henckel von Donnersmarck (ur. 1 lutego 1864, zm. 24 września 1884) – hrabianka, córka Hugona II i Wandy.
- Hugo II Henckel von Donnersmarck (ur. 31 lipca 1832, zm. 2 kwietnia 1908) – hrabia, mąż Wandy von Gaschin, zapoczątkował linię Henckel-Gaschin von Donnersmarck.
- Wanda von Gaschin (ur. 7 grudnia 1837 – 30 września 1908) – hrabianka, żona Hugona II.
- Ludwik Maria Henckel von Donnersmarck (ur. 27 września 1896, zm. 16 sierpnia 1918) – hrabia, syn Edgara i Karoliny.
- Hugo III Henckel von Donnersmarck (ur. 19 lutego 1857, zm. 11 czerwca 1923) – hrabia, syn Hugona II i Wandy, mąż Anny von Fabrice.
- Sara Henckel von Donnersmarck (ur. 3 lipca 1858, zm. 4 maja 1934) – hrabianka, córka Hugona II i Wandy.
- Karolina zu Windisch-Grätz (ur. 16 stycznia 1871, zm. 14 września 1937) – księżniczka, żona Edgara.
- Edgar Henckel von Donnersmarck (ur. 17 lipca 1859, zm. 14 maja 1939) – hrabia, syn Hugona II i Wandy, mąż Karoline Windisch-Graetz.
- Karol Maria Henckel von Donnersmarck (ur. 23 sierpnia 1895, zm. 26 stycznia 1940) – hrabia, syn Edgara i Karoliny, mąż Marii Henckel von Donnersmarck.

Park
Wokół pałacu rozpościera się 17,5 hektarowy park krajobrazowy. Park początkowo utrzymany był w stylu angielskim i założono go w XVII wieku, a gruntownie przekształcono w latach 1852–1877 za sprawą Karoliny Sumin-Sumińskiej, z domu Leszczyc i Karola Strachwitza. Drzewa sprowadzano bezpośrednio z Anglii i sadzono w odosobnieniu, tak aby można było podziwiać ich piękno. Po parku prowadziły ścieżki usypane z białego kamienia, które były codziennie grabione. Rozplanowano je tak, aby woda pojawiająca się wraz z opadami deszczu swobodnie po nich spływała. W środku parku znajdował się staw przez który wiódł mostek. Jego pozostałości zachowały się do dzisiaj. Natomiast z tyłu pałacu znajdowały się altany i latarnie, a pośrodku podziwiać można było rzeźbę myśliwego z psami. Rzeźbę tę można oglądać w Opolskim Centrum Rehabilitacji w Korfantowie, a z altan i latarni pozostały tylko pozostałości. Do dzisiaj zachowano układ przestrzenny parku z osią widokową i polanami, a w drzewostanie można znaleźć wiele gatunków egzotycznych, m.in. buk czerwonolistny, dąb czerwony, i dąb szypułkowy odmiany piramidalnej i kolumnowej, 3 gatunki sosen i klony.
Ponadto na terenie parku znajduje się w południowo-wschodniej części mauzoleum rodowe Donnersmarcków, a w północno-zachodniej stajnia, wozownia, pozostałości po ujeżdżalni, basenie krytym i budynku dla służby. W północno-zachodnim narożniku mieścił się kiedyś drewniany kościółek. Do dzisiaj zachowały się fragmenty ogrodzenia, brama, murowane fundamenty kościoła i pozostałości po przykościelnym cmentarzu. Niedaleko bramy do dawnego drewnianego kościółka znajduje się barokowy posąg św. Jana Nepomucena z XVIII wieku znajdująca się na nowszym cokole.

## Mapa
|  |  |  |